# Lac Sainte-Anne
Lac Sainte-Anne är en sjö i Kanada.   Den ligger i provinsen Québec, i den östra delen av landet, 800 km nordost om huvudstaden Ottawa. Lac Sainte-Anne ligger 383 meter över havet.
Trakten runt Lac Sainte-Anne är nära nog obefolkad, med mindre än två invånare per kvadratkilometer.